# Jaroslavice
Jaroslavice (in tedesco Joslowitz) è un comune della Repubblica Ceca facente parte del distretto di Znojmo, in Moravia Meridionale.